# Монетный тип Дюпюи

Монета 1898 года, монетный тип Дюпюи

Монетный тип Дюпюи — дизайн французских монет, названный по имени гравёра Даниэля Дюпюи (1849—1899).
Монеты типа Дюпюи выпускались с 1898 по 1921 год на Парижском монетном дворе.
В основном монеты этого типа имели номинал 1, 2, 5 и 10 сантимов. На лицевой стороне монеты изображена Республика во фригийском колпаке. Круговая легенда «Французская республика», подписанная Даниэлем Дюпюи. На оборотной стороне монет 1 и 2 сантима — круговая легенда «Свобода. Равенство. Братство».
На обратной стороне монет в 5 и 10 сантимов — круговая легенда «Свобода. Равенство. Братство». Республика сидит слева на скале, в правой руке держит флаг, в левой — оливковую ветвь (ниже номинал монеты), справа от неё ребенок.

## Таблица эмиссии
| Год         | Номинал     | Диаметр | Вес  | Гурт    | Металл | Тираж       | Комментарии      |
| ----------- | ----------- | ------- | ---- | ------- | ------ | ----------- | ---------------- |
| 1898 - 1920 | 1 сантим    | 15 мм   | 1 г  | гладкий | бронза | 30 967 371  | III-я республика |
| 1898 - 1920 | 2 сантима   | 20 мм   | 2 г  | гладкий | бронза | 23 475 802  | III-я республика |
| 1898 - 1921 | 5 сантимов  | 25 мм   | 5 г  | гладкий | бронза | 211 630 899 | III-я республика |
| 1898 - 1921 | 10 сантимов | 30 мм   | 10 г | гладкий | бронза | 122 071 257 | III-я республика |